# Rinconcillo
Rinconcillo är en ort i Mexiko.   Den ligger i kommunen Comonfort och delstaten Guanajuato, i den centrala delen av landet, 230 km nordväst om huvudstaden Mexico City. Rinconcillo ligger 1 834 meter över havet och antalet invånare är 595.
Terrängen runt Rinconcillo är kuperad norrut, men söderut är den platt. Runt Rinconcillo är det ganska tätbefolkat, med 134 invånare per kvadratkilometer. Närmaste större samhälle är San Miguel de Allende, 15,3 km norr om Rinconcillo. I omgivningarna runt Rinconcillo växer huvudsakligen savannskog.